# 주중국 키프로스 대사관
주중국 키프로스 대사관(그리스어: Πρεσβεία της Κύπρου στην Κίνα, 중국어: Çin'deki Kıbrıs Büyükelçiliği, 중국어: 塞浦路斯駐華大使館)은 키프로스 외무부가 중화인민공화국 베이징시 차오양구에 설치한 대사관으로, 1981년 개관하였다. 이 대사관은 몽골, 조선민주주의인민공화국, 대한민국, 라오스를 관할하고 있으며, 2020년 주일본 키프로스 대사관이 정식으로 개설되기 전까지는 대한민국, 일본 등 동아시아 전 지역을 관장한 적이 있었다.

## 역사
키프로스 정부는 1971년 12월 14일, 중화인민공화국과의 외교가 정식으로 수립하였다. 1981년 주중국 키프로스 대사관이 베이징에 정식으로 개관하면서 대사에 대한 파견을 본격적으로 시작되었다. 그리고 1989년부터 2020년까지 주중 키프로스 대사가 일본까지 관할한 적이 있었다.

## 역대 대사
- 자세한 내용 : 주중국 키프로스 대사 목록(중국어판) 참고하기

## 특이 사항
애당초에는 주중국 키프로스 대사관이 1989년에 개관되었다는 내용을 잘못 보고하였으나, 실질적인 주중 키프로스 대사관이 문을 연 시점은 1981년으로, 중국과 키프로스의 수교 10주년이 되는 시점에 맞추어 개설시킨 것으로 나와 있다.

## 같이 보기
- 주키프로스 중국 대사관(중국어판)
- 중국-키프로스 관계(영어판)